# Savino Guglielmetti
Savino Guglielmetti (26. listopadu 1911 Milán – 23. ledna 2006 tamtéž) byl italský sportovní gymnasta, dvojnásobný olympijský vítěz. 
V dětství proslul tím, že ho přejel automobil a spadl ze čtvrtého patra, ale z obou nehod vyvázl bez vážnějšího zranění. Gymnastice se věnoval od deseti let a v roce 1927 vstoupil do klubu Pro Patria Milano, kde byl jeho trenérem Mario Corrias. Vedle gymnastiky úspěšně soutěžil také ve skoku o tyči.
V roce 1929 vyhrál gymnastickou soutěž Targa Cigoli a o rok později debutoval v italské reprezentaci. Byl nominován na Letní olympijské hry 1932 a zúčastnil se přípravného kempu, který vedl Alberto Braglia. Později vzpomínal na to, že italská výprava jela na olympiádu pět dní vlakem z New Yorku do Los Angeles a na každé zastávce trenér vyhnal gymnasty z vlaku a nutil je cvičit, aby neztratili formu. Na olympiádě v Los Angeles Guglialmetti získal zlatou medaili v přeskoku a v soutěži družstev, ve víceboji jednotlivců obsadil páté místo a na hrazdě desáté místo. Z mistrovství světa ve sportovní gymnastice 1934 v Budapešti přivezl čtvrté místo s družstvem a páté místo v přeskoku. Na LOH 1936 byl pátý s družstvem, devátý na bradlech, dvanáctý ve víceboji a čtrnáctý na kruzích. Jeho kariéru poznamenalo přerušení mezinárodních soutěží po vypuknutí druhé světové války. Zúčastnil se ještě londýnských olympijských her v roce 1948, kde přispěl k pátému místu v soutěži družstev a na bradlech skončil jedenáctý, v individuálním víceboji se dělil o 32. místo. Pětkrát byl mistrem Itálie v gymnastickém víceboji (1934, 1935, 1937, 1938 a 1939) a získal osmnáct národních titulů na jednotlivých nářadích. 
Po ukončení aktivní kariéry byl Guglielmetti trenérem a funkcionářem. V roce 1998 byl přijat do Mezinárodní gymnastické síně slávy. Také mu byl udělen olympijský řád a Řád zásluh o Italskou republiku. Je po něm pojmenována tělocvična v Miláně, pro niž vytvořil Luigi Bennati gymnastovu bustu.